# Murański Koń
Murański Koń – dolna część południowo-wschodniej grani Małego Murania (Malý Muráň) w słowackich Tatrach Bielskich. Tworzy ją pochylona płyta o szerokości 50 cm, na obydwie strony opadająca pionowymi ściankami. Powyżej niej znajduje się stroma skalisto-trawiasta ścianka. Oddzielone są trawiastym tarasem, na którym zamontowano metalowy płot, tak ustawiony by uniemożliwić dojście do Murańskiego Konia od zachodu. Władysław Cywiński w przewodniku Tatry zastanawia się nad jego przeznaczeniem: Czy była to troska o ludzi, czy zwierzynę? Nie ma tu ścieżek i jest to zamknięty dla turystów i taterników obszar ochrony ścisłej Tatrzańskiego Parku Narodowego.

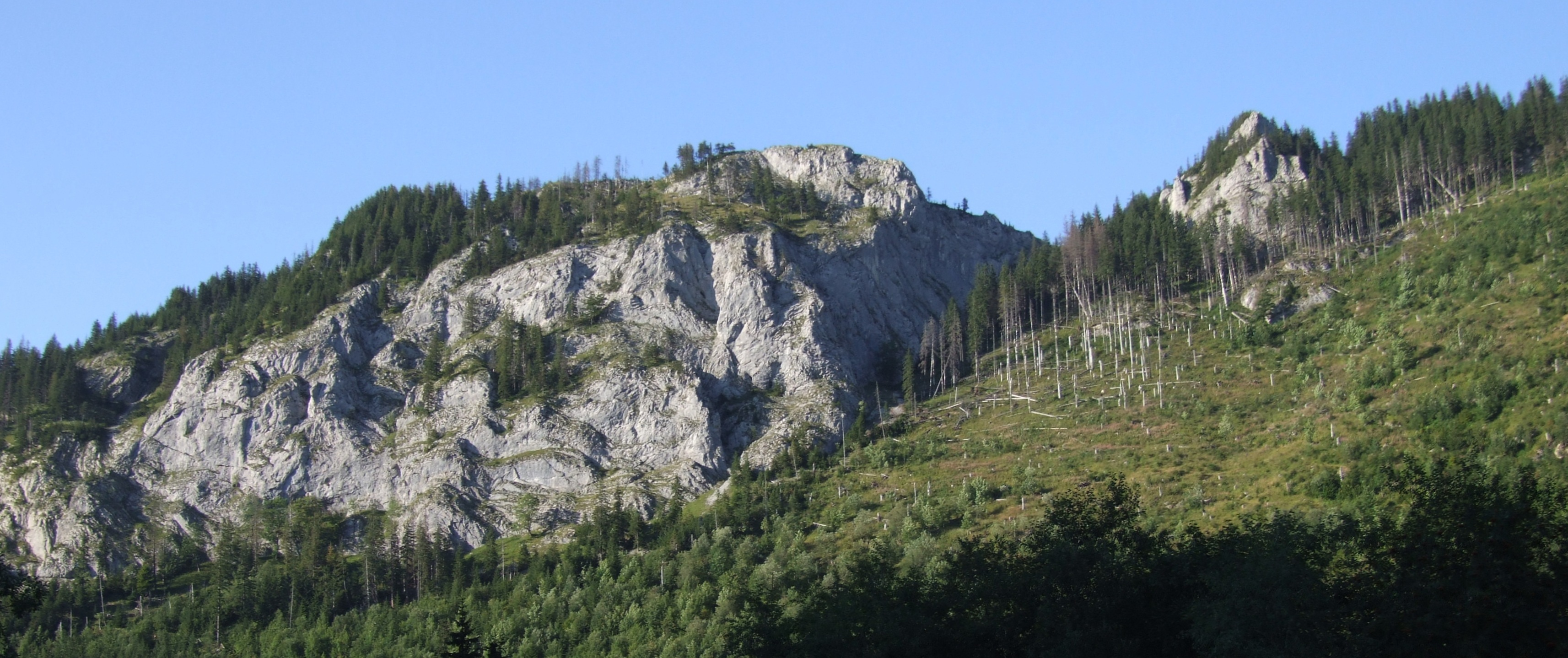
Mały Murań, widok z Doliny Jaworowej